# VL10型电力机车
VL10型电力机车是苏联的干线货运电力机车车型之一，适用于供电制式为3千伏直流电的电气化铁路。
VL10型机车为双机重联八轴电力机车，由位于格鲁吉亚的第比利斯电力机车制造厂于1961年研制成功，用于取代VL8型电力机车。1969年至1976年间，位于俄罗斯的诺沃切尔卡斯克电力机车厂也投入生产VL10型机车。至1977年停产，两家工厂累计生产超过2881台VL10型机车。自1960年代起至1980年代，VL10型曾经是苏联直流电气化铁路的主型货运电力机车。

## 背景
诺沃切尔卡斯克电力机车厂于1952年推出的VL8型电力机车，虽说是VL22M型电力机车的替代产品，但其辅助设备的布置不成功、刚性的弹簧悬挂和噪音太大的司机室等缺点，亦遭受司机们的诟病。到20世纪60年代，VL8型机车已不能应对苏联铁路的运量提升的局面。有鉴于此，苏联铁道部编制新型电力机车的技术任务，并于1960年2月9日经副部长P·G·木拉托夫批准。

## 制造历史

### T8型（Т8）
电力机车的技术项目由第比利斯电力机车制造厂设计局的设计人员在总工程师G·I·契里卡泽的监督下开发。在1960年6月底，已完成的项目被铁道部审议通过。1961年，第一组电力机车于格鲁吉亚苏维埃社会主义共和国成立40周年之际制造完毕，并被命名为T8-001，之后重新定型为VL10型。
T8-001号机车和小批量制造的VL10型机车与后期大批量制造的VL10型的机车明显不同。在T8-001号机车中，每节机车的车体通过四个侧向球型支架与两个双轴转向架连接，并安装有电气设备和牵引电动机。车体框架用于传递牵引力和制动力，机车两端安装了SA-3型自动车钩。机车安装小时功率为650千瓦的TL-2型牵引电动机，并采用轴悬式悬挂。机车电路非常类似于VL8型机车的电路，且支持串联、串并联和并联三种连接方式。

### VL10型（ВЛ10）
1961年，第比利斯电力机车制造厂开始大批量生产VL10型机车；1969年，诺沃切尔卡斯克电力机车厂亦开始大批量生产VL10型机车。所有VL10型机车的机械部件均由诺厂生产。截至1976年为止，两厂共计制造出1907组VL10型机车。早期生产的VL10型机车安装有类似VL80K型机车的大型圆形副灯，后期生产的VL10型机车则配备了带有红色警示灯且与VL80T型机车类似的小型副灯。

### VL10U型（ВЛ10У）

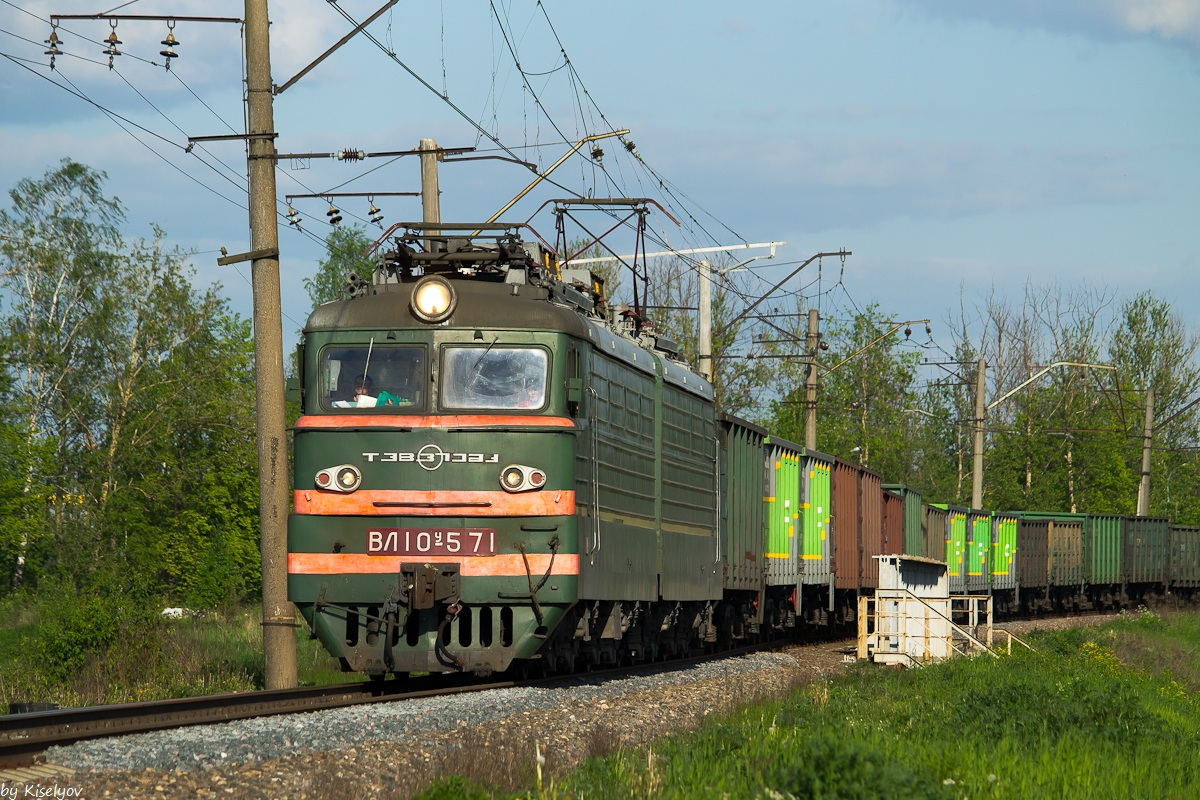
VL10U-571号机车

1976年，诺沃切尔卡斯克电力机车厂将VL10-1110号、VL10-1352号和VL10-1353号3组机车进行加配重至25吨的试验。在试验通过后，诺沃切尔卡斯克电力机车厂和第比利斯电力机车制造厂开始制造VL10U型机车，并编号为VL10U-001到VL10U-797和VL10U-851到VL10U-1032。
与VL10型机车不同的是，VL10U型机车的轴重为25吨，具有更大的牵引力，因此能够牵引更重的列车。VL10U型机车在机械方面与VL80T型、VL80S型和VL80R型机车保持统一；而在车体、电气设备和制动管路上，VL10U型机车与VL10型、VL11型和VL11M型机车保持统一。

### VL10N型（ВЛ10Н）
不设置再生制动的改进型机车，并且由于缺少与该模式相关的设备而与VL10型和VL10U型机车不同。1984年至1985年，第比利斯电力机车制造厂为诺里尔斯克铁路生产了10组VL10N型机车，如车型代号中的字母“N”所示。但随着诺里尔斯克铁路在1999年撤除接触网，这些VL10N型机车皆报废除籍。

## 现代化改造

### VL10P型（ВЛ10П）

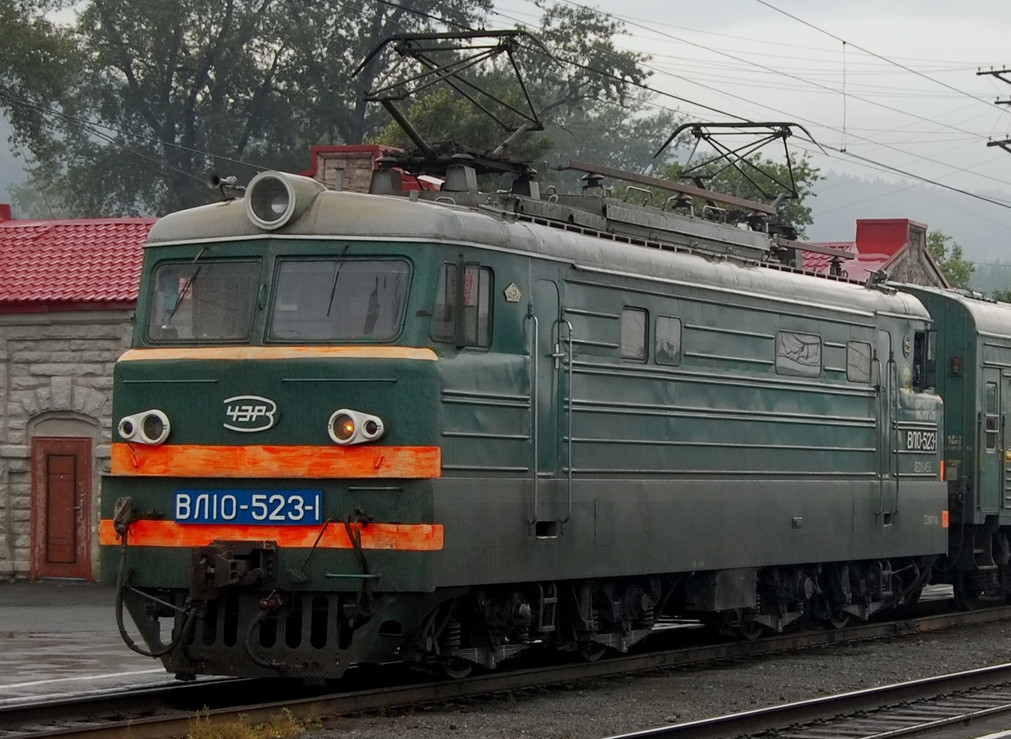
VL10-523-1号机车

2001年，车里雅宾斯克电力机车修理厂对VL10-523号机车和VL10-1867号机车的一节进行现代化改造，以用于牵引旅客列车，将其改造成单节双司机室版VL10P型机车。VL10P-523-1号机车保留了原VL10型机车的司机室，而VL10P-1867-1号机车则采用了VL10K型机车的新式司机室。VL10P-523-1号机车于2012年报废除籍；VL10P-1867-1号机车于2013年退役。
VL10P型机车实际上也包含数十组配备了列车取暖供电装置，但没有其他重大变化的两节重联的VL10型机车，这种电力机车可以牵引旅客列车和货运列车。其中一大部分归属于南乌拉尔铁路局库尔干机务段，其中一些机车暂时转移到北高加索铁路局。除了俄罗斯铁路外，乌克兰铁路利沃夫铁路局、格鲁吉亚铁路和亚美尼亚铁路亦有VL10型机车配备了列车取暖供电装置，用于牵引旅客列车。

### VL10K型和VL10UK型（ВЛ10К и ВЛ10УК）

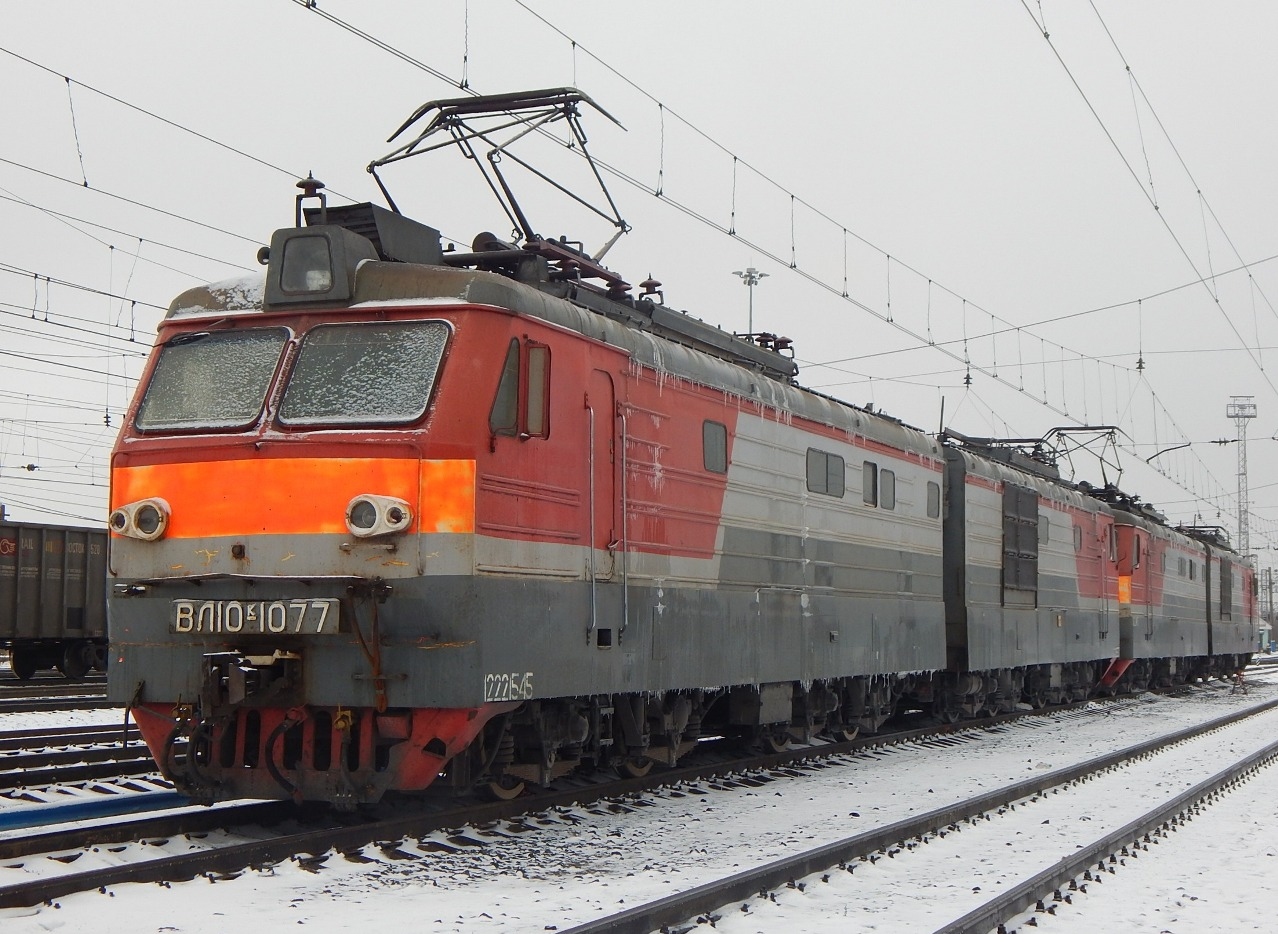
VL10K-1077号机车

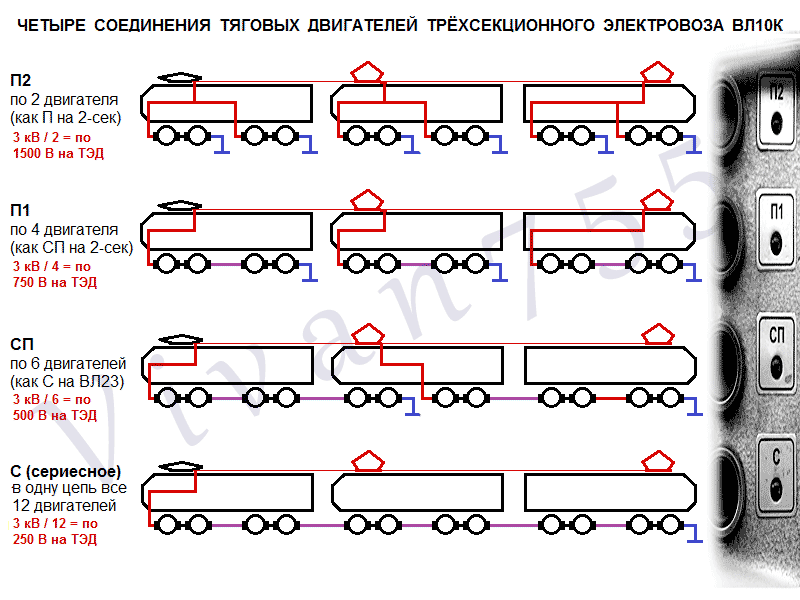
一组半三节运行时VL10K型电力机车的四种牵引电动机连接方式

在21世纪初，车里雅宾斯克电力机车修理厂对部分VL10型和VL10U型机车进行了现代化改造，并被分别定型为VL10K型和VL10UK型。不仅司机室（整体设计类似于ChS7型电力机车）和主电路发生了变化，而且主要区别在于使用基于SMET系统的ESUT-UV电子控制系统替换司机控制器，连接到牵引电机的阀接头电路各个接触器亦被进行改造。这样一来，这些机车有机会采用一组两节、一组半三节甚至是两组四节的模式运用，并且牵引电动机的连接可以灵活变化，但其辅助设备、牵引电动机和机械部分没有太大变化。

## 设计
VL10型机车适用于轨距为1520毫米的铁路，其长度为32040毫米，宽度为3160毫米，最大高度为5121毫米，车钩距离轨面的高度为1040到1080毫米，新车轮的直径为1259毫米，以10公里/小时的速度通过的最小曲线半径为125米。牵引电动机小时功率为5360千瓦，持续功率为4480千瓦。机车小时牵引力为384.42千牛，持续牵引力为310.87千牛，持续速度为50.5千米/小时，最高速度为100千米/小时。
而对于VL10U型机车而言，牵引电动机小时功率为5360千瓦，持续功率为4600千瓦。机车小时牵引力为387.36千牛，持续牵引力为313.81千牛，持续速度为51.2千米/小时，最高速度为100千米/小时。

### 机械部分
VL10型机车由两节四轴机车组成，车体和转向架与VL80K型机车统一。机车各部分的主体基于两个两轴转向架，配备各种电气设备、辅助设备和牵引电动机。每节机车内部分为三个隔间——开头有一个司机室，中间是一个高压室，最后是辅助室。高压室通过防护网保护，当受电弓升起时，高压室受门联锁装置控制无法打开。

### 电气部分
为了从接触网收集电流，VL10型机车使用两个T-5M1型菱形受电弓，每个受电弓位于机车的两端，持续电流为2200安，最高移动速度为120千米/小时。
VL10型机车安装了八个TL-2K1型牵引电动机。当端子电压为1.5千伏，冷却空气消耗量为95立方米/分钟时，TL-2K1型牵引电动机最大功率为670千瓦，持续功率为575千瓦，最大电流为480安，持续电流为410安，持续旋转为830转每分。由于机车配备再生制动，在牵引模式下，牵引电动机的连接随着速度的提升，逐渐从串联到串并联再到并联。

### 辅助部分

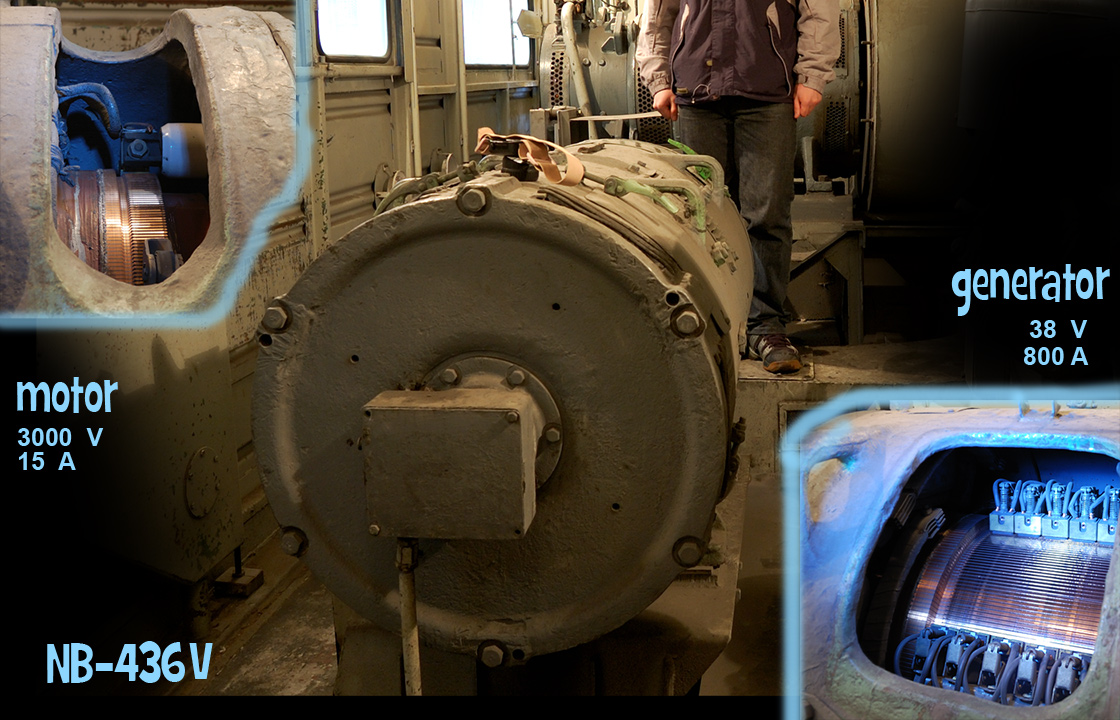
NB-436型再生转换装置

在辅助室内有三个辅助设备——两个电机风扇、两个电动压缩机和一个再生转换装置。
每个电机风扇由TL-110M型电动机和C13-50№8型离心风扇组成，为牵引电动机和起动电阻提供冷却空气。 控制电路的DK-405K型发电机也放置在电动机风扇的轴上。从1976年10月后制造的机车，改为安装NB-110型发电机。
为了给VL10型机车提供压缩空气，使用电动压缩机，其由NB-431P型电动机和KT-6型压缩机组成。压缩空气用于确保机车和列车上的制动，以确保电空接触器、高压室气动门联锁装置、风笛以及气动雨刮的操作。
NB-436V型再生转换装置用于在机车再生制动期间为牵引电动机的供电绕组供电。

## 参看
- VL11型电力机车
- VL12型电力机车
- VL15型电力机车
- VL82型电力机车
- VL80型电力机车